# Фрегаты типа «Брук»
Фрегаты типа «Брук» — тип фрегатов, состоявший на вооружении Военно-морского флота США с 1964 по 1989 год и на вооружении ВМС Пакистана с 1989 по 1993 годы. Всего было построено 6 кораблей. Первоначально фрегаты типа «Брук» классифицировались как океанские эскортные миноносцы УРО (англ. guided ocean escorts, буквенное обозначение DEG). После переклассификации военных кораблей США 1975 года стали обозначаться как фрегаты УРО (буквенное обозначение FFG). Проект базировался на конструкции фрегатов типа «Гарсия», но с заменой одной из 127-мм АУ на ЗРК «Tartar».

## Конструкция и отличия от предшественников
Фрегаты типа «Брук» (первоначально классифицируемые как океанские эскортные миноносцы) УРО базировались на ТТХ предыдущего типа эскортных миноносцев — «Гарсия». Корабли сохранили размерения, энергетическую установку и большую часть вооружения типа «Гарсия». Но возможности ПВО новых фрегатов были значительно улучшены за счёт установки ЗРК среднего радиуса RIM-24 Tartar. Вследствие этого кардинального отличия эскортные миноносцы типа «Брук» были официально классифицированы как корабли УРО (DEG, после 1975 года — FFG). К числу нововведений относились также установленные трехкоординатные радары типа AN/SPS-52.

## Оборудование
Фрегаты оснащались следующим оборудованием и вооружением:
- РЛС дальнего воздушного наблюдения AN/SPS-41
- РЛС обнаружения надводных целей AN/SPS-55
- ЗУР средней дальности «Стандарт-MR» (SM-1)
- противокорабельные ракеты «Гарпун»
- универсальная ракетная пусковая установка Mk 13 Mod 4 GMLS
- 76-мм универсальная пушка Mk 75 (OTO Melara) для борьбы с надводными и воздушными целями
- двухканальная система управления ракетно-артиллерийским огнём Mk 92 Mod 2 FCS
- сонар AN/SQS-56 (заводской индекс Raytheon DE-1160)
- панель управления торпедным вооружением Mk 309
- торпедные аппараты Mk 32 Mod 5 (2 аппарата) по три торпеды каждый
- противолодочные торпеды Mk 40 Mod 1
- станция постановки акустических помех NIXIE

## Завершение службы
В настоящее время фрегаты типа «Брук» выведены из состава ВМС США. Вывод из состава флота происходил в течение 1988 — 1989 годов. 2 корабля (USS Brooke (FFG-1) и USS Talbot (FFG-4) были в 1989 переданы ВМС Пакистана, где служили до 1993 годов под названиями Khaibar (D-163) и Hunain (D-164) соответственно, после чего были возвращены США и сданы на слом.

## Список кораблей типа
| Название корабля            | Номер       | Фирма-строитель                                         | Дата принятия в состав флота- Дата вывода из состава флота | Судьба                                                                               | Примечания |
| --------------------------- | ----------- | ------------------------------------------------------- | ---------------------------------------------------------- | ------------------------------------------------------------------------------------ | ---------- |
| USS Brooke (FFG-1)          | DEG-1/FFG-1 | Lockheed Shipbuilding and Construction Company, Seattle | 1966-1988                                                  | Передан Пакистану (Khaibar), возвращен США в 1993, продан на слом в 1994.            | [ 3 ]      |
| USS Ramsey (FFG-2)          | DEG-2/FFG-2 | Lockheed Shipbuilding and Construction Company, Seattle | 1967-1988                                                  | Потоплен в ходе учений флота в 2000 г.                                               | [ 4 ]      |
| USS Schofield (FFG-3)       | DEG-3/FFG-3 | Lockheed Shipbuilding and Construction Company, Seattle | 1968-1988                                                  | Потоплен в ходе учений флота в 1999 г.                                               | [ 5 ]      |
| USS Talbot (FFG-4)          | DEG-4/FFG-4 | Bath Iron Works                                         | 1967-1988                                                  | Передан Пакистану (Hunain (D-164)), возвращен США в 1993, продан на слом в 1994 году | [ 6 ]      |
| USS Richard L. Page (FFG-5) | DEG-5/FFG-5 | Bath Iron Works                                         | 1967-1988                                                  | Продан на слом в 1994 году                                                           | [ 7 ]      |
| USS Julius A. Furer (FFG-6) | DEG-6/FFG-6 | Bath Iron Works                                         | 1967-1989                                                  | Продан на слом в 1994 году                                                           | [ 8 ]      |